# Leaving Eden
Leaving Eden – czwarty album brytyjskiej grupy Antimatter, wydany w 2007 roku przez Prophecy Productions i The End Records. Jest to pierwszy album zespołu, w którym udziału nie brał Duncan Patterson.

## Lista utworów
1. "Redemption" - 6:07
2. "Another Face in a Window" - 6:52
3. "Ghosts" - 4:29
4. "The Freak Show" - 5:10
5. "Landlocked" - 3:53
6. "Conspire" - 4:10
7. "Leaving Eden" - 5:43
8. "The Immaculate Misconception" - 5:08
9. "Fighting for a Lost Cause" - 5:34

## Twórcy
- Mick Moss - teksty i muzyka

### Gościnnie
- Danny Cavanagh - gitara prowadząca, pianino (Anathema)
- Ste Hughes - gitara basowa
- Rachel Brewster - skrzypce
- Chris Phillips - perkusja

- Adrian Owen - grafika